# Diplastrella spiniglobata
Diplastrella spiniglobata är en svampdjursart som först beskrevs av Timothy F. Carter 1879.  Diplastrella spiniglobata ingår i släktet Diplastrella, och familjen Spirastrellidae. Inga underarter finns listade.